# Zino Zini
Zino Zini (Firenze, 15 dicembre 1868 – Pollone, 11 agosto 1937) è stato uno scrittore e filosofo italiano.

## Biografia
Nato il 15 dicembre 1868 da Gaetano Zini, modenese, e da Penelope Angeloni, di Perugia, fu il nipote di Luigi Zini, senatore, storico, scrittore e politico dalle idee liberali che nel marzo del 1848, sollevandosi la città contro il governo del duca, ricoprì la carica di segretario generale del governo provvisorio di Modena.
A causa dell'impiego del padre, che era un sottoprefetto, Zino Zini passò l'infanzia e l'adolescenza in diverse città di provincia. La famiglia si trasferì definitivamente a Torino nell'autunno 1885, dove egli frequentò il liceo classico Gioberti e l'università, laureandosi in diritto nel 1891, in lettere del 1893 e in filosofia nel 1898.
Allievo di Arturo Graf, fu amico di Gustavo Balsamo Crivelli di Gioele Solari, Annibale Pastore e partecipò al dibattito sul darwinismo, sul marxismo e sull'antropologia criminale.
Prese parte ai corsi di sociologia del filosofo Giuseppe Carle e dell'economista socialista Salvatore Cognetti de Martiis. Fu soprattutto attratto dai corsi di Cesare Lombroso, che considerò una personalità originale, ma di cui più tardi riconoscerà l'assenza di rigore scientifico.
Curò, soprattutto per la casa editrice UTET, opere di Ibsen, Rousseau, Turgenev, Bismarck, scrivendo anche varie opere di letteratura e filosofia, tradotte in più lingue, fra cui la più nota è il dialogo Il congresso dei morti.
Insegnò ai licei Cavour e D'Azeglio, e a partire dal 1903 ottenne la cattedra di filosofia morale presso l'università., che mantenne senza interruzioni fino al 1934-35. Negli anni dal 1911 al 1916 ebbe come allievo Antonio Gramsci.
Fu consigliere per il partito socialista al comune di Torino dal 1906 al 1919, partecipando tuttavia in modo marginale alle attività del partito.
Collaborò con diversi giornali: Gazzetta del Popolo, La Stampa, Avanti!, L'Ordine Nuovo.

## Opere principali
- Proprietà individuale o proprietà collettiva?, Torino, Fratelli Bocca, 1898
- Il pentimento e la morale ascetica, Torino, Bocca, 1902
- Giustizia. Storia d'una idea, Torino, F.lli Bocca, 1907
- La morale al bivio, Torino, Fratelli Bocca, 1914
- La doppia maschera dell'universo. Filosofia del tempo e dello spazio, Torino, Fratelli Bocca, 1914
- Il congresso dei morti, Roma, Libreria editrice del Partito comunista d'Italia, 1921; nuova ed. con introduzione di Giancarlo Bergami e prefazione di Nerio Nesi, Calabritto, Mattia&Fortunato, 2005
- Poesia e verità, Milano, Corbaccio, 1926
- I fratelli nemici: dialoghi e miti moderni, Torino, Einaudi, 1937
- La tragedia del proletariato in Italia: diario 1914-1926, Prefazione di Giancarlo Bergami, Milano, Feltrinelli, 1973
- Appunti di vita torinese (inediti 1936-1937), Firenze, Olschki, 1973
- Pagine di vita torinese: note del diario, 1894-1937, Torino, Centro studi piemontesi, 1981